# DY (기업)
DY 주식회사는 대한민국의 산업 기계, 자동차 부품 제조 및 판매 기업이다.

## 역사 및 현황
1978년 10월 5일 설립되었으며, 1989년 5월 30일 한국거래소 유가증권시장에 주식을 상장하였다.